# Hugo Vieira
Pour le footballeur portugais né en 1988, voir Hugo Vieira (football, 1988)
Pour les articles homonymes, voir Fernandes.
Hugo Miguel Fernandes Vieira est né le 11 août 1976 à Braga. Il mesure 181 cm pour 73 kg. Ce footballeur joue au poste de défenseur central au Vitória Setubal.

## Carrière
- 1995-1997 : Sporting Braga  Portugal
- 1997-2000 : Sampdoria  Italie
- 2000-2006 : Sporting Portugal  Portugal
- depuis 2006 : Vitória Setubal  Portugal

## Palmarès
- Championnat du Portugal de football (2002)
- Vainqueur de la Coupe du Portugal de football (2002)
- Vainqueur de la Supercoupe du Portugal (2002)
- Finaliste de la Coupe UEFA (2005)
- Finaliste de la Supercoupe du Portugal (2006)